# Modestino di Gesù e Maria
Modestino di Gesù e Maria, al secolo Domenico Nicola Mazzarella (Frattamaggiore, 5 settembre 1802 – Napoli, 24 luglio 1854), è stato un presbitero italiano appartenente all'Ordine dei Frati minori, beatificato da papa Giovanni Paolo II nel 1995.

## Biografia
Domenico Nicola Mazzarella nacque a Frattamaggiore il 5 settembre 1802 nella modesta famiglia del funaio Nicola e della casalinga tessitrice di canapa Teresa Esposito, ultimo di sei figli.
Fin dall'infanzia il suo percorso spirituale si svolse nel segno tipico della religiosità e della devozione popolare della sua comunità paesana. Egli aveva circa 5 anni quando vide la via principale del paese riempirsi delle torme e del clamore suscitato dalla traslazione dei Santi Sossio e Severino dal monastero napoletano alla chiesa patronale frattese. Si racconta che fu talmente impressionato da quell'evento che iniziò subito a manifestare e a vivere il suo attaccamento per le cose della Chiesa. Partecipò con entusiasmo alla scuola parrocchiale e visitò quotidianamente l'effigie della Madre del Buon Consiglio.
Durante una celebrazione ebbe modo di manifestare la sua vocazione religiosa al vescovo di Aversa Mons. Agostino Tommasi, in visita alla chiesa frattese. Data la ristrettezza dei mezzi economici della famiglia il vescovo provvide personalmente ad accoglierlo in Seminario facendogli svolgere l'ufficio di inserviente del capitolo del Duomo. Domenico Nicola svolse con zelo i suoi studi, ma si andò formando per lui un clima sfavorevole che, dopo la morte del vescovo Tommasi, assassinato nel 1821, lo costrinse a tornare al suo paese.
Nel 1822 frequentò il convento francescano alcantarino di Grumo Nevano intitolato a Santa Caterina e a San Pasquale. In quel luogo egli sperimentò la guida spirituale di padre Fortunato della Croce e di frate Modestino di Gesù e Maria da Ischia, il quale gli fece conoscere la famiglia francescana. Il giovane maturò così la scelta francescana, e nel novembre dello stesso anno entrò nel noviziato di Santa Maria Occorrevole di Piedimonte Matese, vestendo l'abito alcantarino e prendendo il nome di frate Modestino di Gesù e Maria, in onore del suo maestro grumese morto pochi mesi prima. Dopo gli studi di Teologia, il 22 dicembre del 1827 fu ordinato sacerdote nella Cattedrale di Aversa dal vescovo Francesco Saverio Durini. Si avviò, così, a vivere nella rigida diaspora francescana dei conventi alcantarini dell'area campana.
Come semplice frate fu nei conventi di Grumo Nevano, di Marcianise e di Portici; fu poi guardiano nei conventi di Mirabella Eclano e di Pignataro Maggiore. Dal 1837 operò a Napoli, prima nel convento di Santa Lucia al Monte e poi in quello del popolare quartiere della Sanità.
Come confessore frequentò carceri ed ospedali. Con sé recava sempre l'immagine della Madre del Buon Consiglio ed era molto amato dal popolo che lo chiamava in dialetto Gesùcristiello (piccolo Cristo).
Con l'arcivescovo di Napoli, il cardinale Sisto Riario Sforza, condivise molte iniziative spirituali, ebbe un grande credito morale presso il re Ferdinando II, e del papa Pio IX fu personale confidente.
Godendo della fiducia del Re di Napoli che lo ebbe spesso a corte, padre Modestino fu nominato nel 1853 elemosiniere della principessa Gianuaria per beneficare i poveri del regno.
Quando nel 1854 la città fu colpita dal colera, continuò a recarsi dagli ammalati per portare conforto e preghiera, come sempre aveva fatto, e finì per ammalarsi lui stesso. Si spense il 24 luglio del 1854 e fu sepolto nelle catacombe di San Gaudioso, situate nella basilica di Santa Maria della Sanità.

## Culto
La sua tomba stette nelle catacombe di San Gaudioso fino al 1901, poi fu traslata all'interno della chiesa nella Cappella laterale all'atrio delle stesse catacombe. Nell'ottobre del 2015 l'urna con i suoi resti mortali è stata portata nella città di Frattamaggiore e il 18 ottobre ha trovato definitiva collocazione nella Chiesa francescana di Santa Caterina a Grumo Nevano nella cappella della Madre del Buon Consiglio.
La fama della sua santità e della sua capacità di fare miracoli fu immediatamente forte ed estesa, tanto che la diocesi napoletana si mosse subito per la sua beatificazione.
È stato beatificato da papa Giovanni Paolo II il 29 gennaio 1995.